# Джаясингхе, Дживан
Дживан Джаясингхе (синг. Jeevan Jayasinghe, род. 25 июля 1986) — шри-ланкийский шоссейный велогонщик.

## Карьера
В 2014 году он вошёл в команду Шри-Ланки для участия в Играх Содружества, которые проходили в Глазго. При подготовке к Играм  незадолго до их начала он был арестован шотландской полицией вместе с тремя своими товарищами по сборной, когда они все четверо незаконно тренировался на велосипедах на британской автостраде M74, к изумлению автомобилистов.
В 2016 году он выиграл две золотые медали на Южноазиатских играх в гонке критериум и групповой гонке.

## Достижения
2011
3-й этап Air Force Cycle Tour
2-й этап Tour of Sri Lanka Youth
2012
Air Force Cycle Tour :
Генеральная классификация
2-й этап
2014
2-й и 3-й этапы Deyata Kirula Cycle Tour
2015
2-й этап Air Force Cycle Tour
2-й на Чемпионате Шри-Ланки — групповая гонка
2016
 1-й на Южноазиатских играх — критериум
 1-й на Южноазиатских играх — групповая гонка
3-й этап Air Force Cycle Tour
4-й этап SLT SpeedUp Sawariya
3-й на SLT SpeedUp Sawariya
2019
5-й этап SLT SpeedUp Sawariya